# 삼성 마그넷
삼성 마그넷(Samsung Magnet, Samsung A257)은 삼성전자가 2009년에 출시한 휴대 전화이다.